# Democratische Partij (Sint Eustatius)
De Democratic Party of Sint Eustatius (Nederlands: Democratische Partij), afgekort DP en algemeen bekend als DP Statia, is een Statiaanse politieke partij. Het is de eerste en oudste nog bestaande politieke partij op Sint Eustatius.  De partij is ontstaan in 1948 als een afdeling van de "Democratische Partij Bovenwindse Eilanden", die actief was op Sint Maarten, Sint Eustatius en Saba. De afdeling Sint Eustatius splitste zich later af als onafhankelijke partij.

## Onder Nederlandse Antillen
Tussen 1948 en 2010 was de DP de grootste partij op Sint Eustatius. Bij de eilandsraadsverkiezingen van 1991, 1995 en 2003 behaalde zij 3 van de 5 zetels. In 1985 kreeg Sint Eustatius een eigen statenzetel in de Staten van de Nederlandse Antillen; hieraan vooraf was er sprake van een gedeelde zetel met de eilanden Sint Maarten en Saba. Bij de statenverkiezingen op 22 november 1985 was de DP de eerste partij om deze zetel binnen te halen. Statenlid werd DP-lijsttrekker Kenneth van Putten. Uitgezonderd 1998 behield zij de statenzetel bij de verkiezingen in 1990, 1994, 2002, 2006 en 2010. De partij werd coalitiegenoot in meerdere regeringsformaties en leverde bewindslieden in de kabinetten Ys I en II, Louisa-Godett en de Jongh-Elhage I en II.

## Onder Nederland
De in 2007 gekozen eilandsraad bleef aan nadat Sint Eustatius in 2010 deel ging uitmaken van Nederland. Hierin was de DP vertegenwoordigd met 4 van de 5 zetels. In de eerste hieropvolgende verkiezingen in 2011 behaalde de partij 2 zetels. De DP belandde in de oppositie nadat de partijen STEP, PLP en UPC, elk met een zetel, een regeercoalitie sloten. Deze coalitie hield een kleine 11 maanden stand waarna de DP en de onafhankelijke raadslid Millicent Lijfrock een nieuwe coalitie aangingen in december 2012. In 2013 verliet DP-raadslid Reuben Merkman de partij om als onafhankelijke verder te gaan. DP-eilandsgedeputeerde Koos Sneek trad af. In dat jaar wordt raadslid Adelka Spanner gekozen tot partijleider. Met Koos Sneek voerde zij de DP-lijst aan in de eilandsraadsverkiezingen van 2015. De partij behaalde 29,94% van de stemmen en twee van de vijf zetels. Met een nieuwe bestuurscollege van de coalitie PLP-UPC bleef de DP in de oppositiebanken. 
Na een bestuurlijk ingreep van Nederland in februari 2018 kwam het eilandsbestuur in handen van een regeringscommissaris. De eilandsraad en het bestuurscollege waren aan kant geschoven wegens grove taakverwaarlozing. De voor maart 2019 geplande eilandsraadverkiezingen werden afgelast. In augustus 2019 drong de DP bij de staatssecretaris van Binnenlandse Zaken en Koninkrijksrelaties, Raymond Knops, aan "zo spoedig mogelijk" de democratie in Sint Eustatius te herstellen en nieuwe eilandsraadverkiezingen uit te schrijven. Eind september 2019 werd aangekondigd dat er gekozen werd voor een gradueel herstel van de lokale bestuurlijke verhoudingen met nieuwe verkiezingen op 21 oktober 2020. Bij deze verkiezingen behield de DP haar twee zetels en werden Adelka Spanner en Koos Sneek op 29 oktober 2020 geïnstalleerd als eilandsraadlid. Vanwege onenigheid met Aldelka Spanner over de partijstrategie stapte Koos Sneek een dag later uit de partij om als onafhankelijk raadslid verder te gaan.
Democratische Partij (DP) ·
Progressive Labour Party (PLP) ·
St. Eustatius Empowerment Party (STEP) ·
United People’s Coalition (UPC)